# پر احمد
پَر احمد (با اضافه بعد از ر) حشم‌نشین کوچکی است از توابع بخش کوخرد شهرستان بستک در غرب استان هرمزگان در جنوب ایران واقع شده‌است.
چشمه کوچکی که در جنوب کوه ناخ و دقیقآ در زیر پراحمد قرار دارد و در حدود ۳۰۰ اصله نخل را آبیاری می‌کند.

## جمعیت
پراحمد پیشتر ۲۰ نفر جمعیت داشته‌است ولی امروزه خالی از سکنه‌است. یک باب آب‌انبار برکه دارد.

## محدوده پر احمد
از طرف شمال رشته کوه ناخ، از طرف جنوب روستای تخت گرو، از طرف مغرب روستای دیخور، و از سمت مشرق به بهر بارو منتهی می‌شود.

## گیاهان دارویی
در کوه‌های اطراف پَر احمد گیاهان داروئی متعددی وجود دارد.

## حشم‌نشین
کروهی از حشم‌نشین و مالداران در فتراتی از فصل‌های سال در این مکان به‌طور غیر مداوم بر سر چشمه  پر احمد حضور دارند، وگاهی هم تا چند ماهی در کنار چشمه اقامت موقت و در آن محل سکونت گزیده أند.

## فهرست منابع و مآخذ
- محمدیان، کوخردی، محمد، “ «به یاد کوخرد» “، ج۱. چاپ اول، دبی: سال انتشار ۲۰۰۳ میلادی.
- نگاره‌ها از: محمد محمدیان.
- سلامی، بستکی، احمد.  (بستک در گذرگاه تاریخ)  ج۲ چاپ اول، ۱۳۷۲ خورشیدی.
- عباسی، قلی، مصطفی،  «بستک وجهانگیریه»، چاپ اول، تهران : ناشر: شرکت انتشارات جهان معاصر، سال ۱۳۷۲ خورشیدی.
- بالود، محمد.  (فرهنگ عامه در منطقه بستک)  ناشر همسایه، چاپ زیتون، انتشار سال ۱۳۸۴ خورشیدی.
- الکوخردی، محمد، بن یوسف، (کُوخِرد حَاضِرَة اِسلامِیةَ عَلی ضِفافِ نَهر مِهران Kookherd, an Islamic District on the bank of Mehran River) الطبعة الثالثة، دبی: سنة ۱۹۹۷ للمیلاد.
- مهندس:، حاتم، محمد ، غریب“ «تَاریخْ عَرَب الّهْولَة Huwala Arab History » “، دولة الکویت، ج۱. چاپ سوم، القاهرة، مصر ، دار‌الأمین للطباعة والنشر والتوزیع، ۸ شارع أبوالمعالی، سال انتشار ۱۹۹۷ میلادی، Engineer: Mohammed gharhb Hatem , third edition : Egypt (Cairo), 2013
- بختیاری، سعید، ،  «اتواطلس ایران» ، “ مؤسسه جغرافیایی وکارتگرافی گیتاشناسی، بهار ۱۳۸۴ خورشیدی.
- محمد، صدیق    «تارخ فارس»   صفحه‌های (۵۰   ـــ   ۵۱ )، چاپ سال ۱۹۹۳ میلادی.
- اطلس گیتاشناسی استان‌های ایران [Atlas Gitashenasi Ostanhai Iran] (Gitashenasi Province Atlas of Iran)
- محمدیان، کوخردی، محمد،  (شهرستان بستک و بخش کوخرد)   ، ج۱. چاپ اول، دبی: سال انتشار ۲۰۰۵ میلادی.